# Karel Adam (herec)
Karel Adam (17. ledna 1921 Štěkeň – 7. listopadu 1998 Brno) byl český herec, jeden z nejvýznamnějších členů Divadla bratří Mrštíků.

## Životopis
Karel Adam se narodil 17. ledna 1921 ve Štěkeni u Strakonic. Vyučil se hodinářem a i přes svou nevelkou postavu byl jedním z nejlepších brankářů Liberecka. Poté, co pověsil hodinářské řemeslo na hřebík, působil jako herec v divadle v Novém Boru. V červenci 1950 se stal členem Divadla bratří Mrštíků, kde byl velice oblíbený a vytvořil celou řadu významných rolí. Také jsme měli možnost ho zejména v šedesátých letech slyšet i v rozhlase a dabingu. Karel Adam v roce 1984 odešel do penze, ale nadále (ještě v květnu 1998) v DBM vystupoval pohostinsky. Byl také dobrým karikaturistou. Ještě v 90. letech se objevoval i v televizi a ve filmu a stihl si zahrát i v Četnických humoreskách.